# Mônica Rezende
Mônica dos Anjos Costa Rezende (Belém, 13 de junho de 1969) é uma nadadora brasileira, que participou de uma edição dos Jogos Olímpicos pelo Brasil.
Formada em educação física e pós-graduada em biocinética, atualmente, é professora do curso de educação física na Universidade Federal do Pará.

## Trajetória esportiva
Começou a nadar aos quatro anos noClube do Remo, onde permaneceu por 14 anos. Aos sete anos, disputou o primeiro torneio e conquistou suas primeiras medalhas, passando a treinar regularmente. Em 1982 ingressou na seleção brasileira, com a qual conquistou o campeonato sul-americano. Aos 14 anos, sob as orientações do técnico Raimundo Ampuero, foi campeã paraense e norte-nordeste. Em 1988, Monica recebeu convite do Minas Tênis Clube e passou a defender o clube.
Participou do Campeonato Mundial de Esportes Aquáticos de 1986 em Madri, onde ficou em 27º lugar nos 200 metros costas, e 29º lugar nos 100 metros costas.
Nos Jogos Olímpicos de 1988 em Seul, nadou o primeiro evento olímpico da história dos 50 metros livre, quebrando o recorde olímpico durante alguns minutos, com um tempo de 27s44. Venceu a terceira série eliminatória, quebrando o recorde olímpico definido na série anterior da nadadora costa-riquenha Carolina Mauri (27s96). O recorde de Mônica durou apenas uma série. Na série seguinte, Diane Van Der Plats, da Holanda venceu com 26s49 segundos.  Mônica terminou em 31º lugar nos 50 metros livre, e 11º no revezamento 4x100 metros livre.
Nas Olimpíadas de 1992 em Barcelona, a equipe brasileira de natação não levou participantes do sexo feminino e, apesar de Mônica ter conquistado o índice, foi impedida pelo COB de participar; isso a fez encerrar a carreira de atleta naquele mesmo ano.
Trabalhou como técnica de natação no Clube de Remo entre 1997 e 2007.